# Mindre falknattskärra
Mindre falknattskärra (Chordeiles acutipennis) är en amerikansk fågel i familjen nattskärror med vid utbredning från västra USA till nordligaste Chile.

## Utseende och läten
Falknattskärror är liksom övriga nattskärror kryptiskt tecknade i brunt, grått, vitt och svart men har karakteristiskt lång kluven stjärt och glider i snedställda vingar med knickad knoge. Mindre falknattskärra är med kroppslängden 19–23 cm som namnet avslöjar mindre än den nordligare och östligare större falknattskärran. Likt denna har den ett vitt band långt ut på vägen, men ännu längre ut mot spetsen så att den på sittande fågel syns utanför tertialspetsarna. Den är även oftast gråare ovan. Lätet är en drill på samma tonhöjd, påminnande om östliga skrikuvens tremololäte, men är upp till 10 sekunder långt. Även ett nasalt och nästan skrattande "mememeng" hörs.

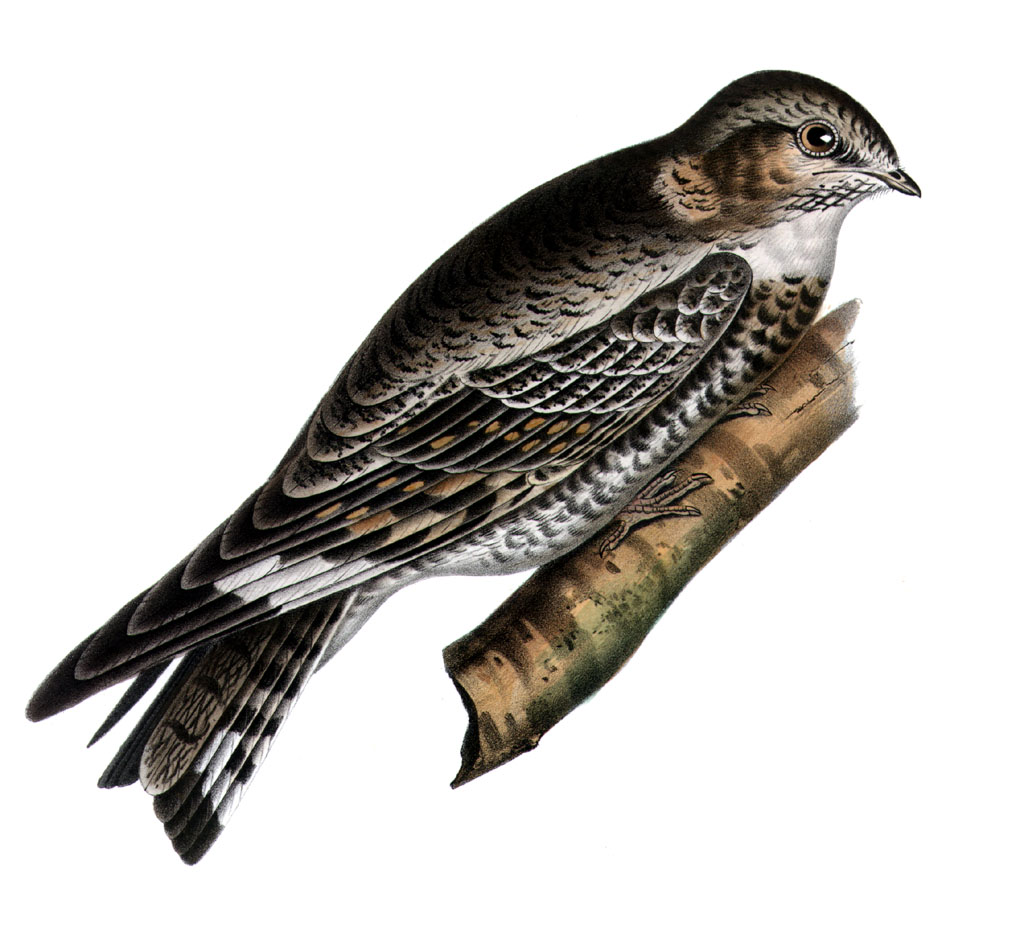
Mindre falknattskärra av underarten texensis.

## Utbredning och systematik
Mindre falknattskärra delas in i sju underarter med följande utbredning:
- Chordeiles acutipennis texensis – förekommer i sydvästra USA, centrala Mexiko, övervintrar i norra Colombia
- Chordeiles acutipennis micromeris – förekommer på norra Yucatánhalvön, Isla Mujeres och i Belize, övervintrar i Panama
- Chordeiles acutipennis littoralis – förekommer i södra Mexiko till Costa Rica
- Chordeiles acutipennis acutipennis – förekommer i tropiska norra Sydamerika söderut till norra Bolivia, Paraguay och Brasilien
- Chordeiles acutipennis crissalis – förekommer i sydvästra Colombia
- Chordeiles acutipennis aequatorialis – förekommer i västra Colombia, västra Ecuador och angränsande nordvästra Peru
- Chordeiles acutipennis exilis – förekommer i västra Peru och nordligaste Chile

## Status och hot
Arten har ett stort utbredningsområde, men tros minska i antal, dock inte tillräckligt kraftigt för att den ska betraktas som hotad. Internationella naturvårdsunionen IUCN listar arten som livskraftig (LC). Världspopulationen uppskattas till mellan 2,4 och 5,5 miljoner adulta individer.